# 유성 폭풍 (영화)
《유성 폭풍》(영어: Meteor Storm)은 2010년 제작된 미국, 캐나다의 TV 영화이다. 많은 양의 운석 충돌로 인한 재난을 소재로 하고 있다.
미국의 SF 전문 케이블 채널 사이파이가 투자하여 2010년 1월 30일 방영하였다.
대한민국에는 2014년에 ㈜조이앤컨텐츠그룹이 수입하여 『둠스데이 2014』로 제목 변경 후 5월 8일부터 10일간 전국 최대 5개 극장에서 수입사 자체 상영한 뒤 VOD를 통해 출시하였다.

## 출연

### 주연
- 마이클 트러코
- 캐리 매쳇

### 조연
- 커스테인 프라우트
- 브렛 다이어
- 에릭 존슨
- 케빈 맥널티
- 라라 길크리스트
- 트래비스 넬슨
- 에밀리 홈즈
- 비브 리콕
- 카멘 무어
- 발 콜
- 질 모리슨
- 안나 매 루트리지
- 제프 구스타프슨

## 기타
- 협력프로듀서: 숀 보워스
- 미술: 마이클 네머스키
- 시각효과: 프랑소와 라트레모일
- 헤어: 샤르메인 클락
- 의상: 파나즈 카키 사디그
- 배역: 린다 버거
- 배역: 주디 리
- 섭외: 수잔 테일러 브로즈